# Kanonenjagdpanzer
De Kanonenjagdpanzer, ook wel Jagdpanzer, Kanone 90 mm of Kanonenjagdpanzer 4–5 genoemd, afgekort KanJPz, Jpz 4-5 of JPK 90 (in het Belgische leger), was de tweede Jagdpanzer van de Duitse Bundeswehr, en de enige met een kanon. De KanJPz was relatief licht bepantserd en vertrouwde op zijn snelheid en lage profiel. Bij ingebruikname was hij in staat T-55's en T-62's uit te schakelen die de hoofdmoot vormden van de tankeenheden van het Warschau Pact. Door de introductie van zwaardere tanks, zoals de T-64 en T-72 halverwege de jaren '70, raakte de KanJPz verouderd.

## Achtergrond
Na de Tweede Wereldoorlog schreef de doctrine van de een "mobiele verdediging" voor, met gebruik van antitankeenheden (Panzerjägertruppe) Deze moesten de infanterie ondersteunen bij de verdediging tegen vijandelijke tanks. Hiervoor schafte de Bundeswehr in 1961 de Raketenjagdpanzer 1 aan en vervolgens de Kanonenjagdpanzer die van 1965 tot 1968 instroomde en de Amerikaanse M41, M47 und M48 verving bij de Panzerjäger compagnies en bij de Panzerjäger pelotons van de Panzergrenadierbataljons.

## Ontwikkeling
De ontwikkeling van de Kanonenjagdpanzer begon in 1960. Er werd uitgegaan van de ervaringen van de Duitse Wehrmacht met tankjagers in de Tweede Wereldoorlog. De KanJPz had daardoor veel weg van de Duitse tankjagers uit de oorlog, vooral van de Jagdpanzer IV. Dit was echter alleen uiterlijk, doordat het schuingeplaatste pantser ervan was gekopieerd. Alle andere onderdelen zoals het chassis, het loopwerk, de aandrijflijn, bewapening, richtapparatuur, vuurleidingsapparatuur enz. waren nieuw ontwikkeld.

## Geschiedenis
De eerste naoorlogse poging om een Kanonenjagdpanzer te ontwikkelen werd eind jaren '50 gedaan door op het chassis van het SPz (lang) HS-30 pantserinfanterievoertuig (14 t) de HS-30 Kanonenjagdpanzer 1-3 te bouwen met een Frans DEFA D921 90 mm getrokken kanon in het frontpantser. Omdat het niet aan de eisen van de Bundeswehr voldeed werd alleen een prototype gebouwd.:p5 Tegelijkertijd werd er uit de HS-30 wel een tankjager met antitankraketten ontwikkeld: de Raketenjagdpanzer 3-3, later,  Raketenjagdpanzer 1 (1961) genoemd.
In september 1959 startte de Duitse Bundeswehr een project om een familie van lichte pantserrupsvoertuigen te ontwikkelen. Het was de bedoeling om een chassis te ontwikkelen dat gebruikt zou worden voor infanteriegevechtsvoertuigen, verkeningsvoertuigen, tankjagers met kanon, tankjagers met raketten, 120 mm mortiervoertuigen, gewondentransportvoertuigen, transportvoertuigen, commando- en verbindingsvoertuigen en verschillende soorten luchtverdedigingsvoertuigen zoals Flakpanzers en FlaRakpanzers.
Door de eisen van de Panzergrenadiers bleek het echter lastig te realiseren. De ontwikkeling van de Kanonenjagdpanzer en Raketenjagdpanzer 2 werd daarom afzonderlijk voortgezet, terwijl het oorspronkelijke project uiteindelijk in 1971 leidde tot het SPz Marder infanteriegevechtsvoertuig.
Drie bedrijven produceerden tussen 1960-1962 een prototype voor de KanJPz: Henschel, Ruhrstahl en het Zwitserse Mowag.
Henschel en Ruhrstahl (sinds 1957 onderdeel van het Rheinstahl-Hanomag concern) kregen beide opdracht een voorserie te bouwen. Ze produceerden tussen 1962 en 1965 elk 6 voorserie-prototypes in twee batches van 3. De ontwerpen van beide bedrijven verschilden alleen in het aantal loopwielen: Henschel gaf de voorkeur aan zes loopwielen aan elke kant voor zijn HK 3/1-prototype, terwijl Rheinstahl-Hanomag koos voor vijf loopwielen voor hun RU 332-prototype. Mowag produceerde één prototype, de Mowag Gepard, dat zich in het Schweizerisches Militärmuseum (Zwitsers Legermuseum) in Full bevindt.
Uitgebreide troepenbeproevingen door de Duitse Bundeswehr werden in 1963 afgerond. Er werd gekozen voor de versie van Ruhrstahl, waarvan 770 exemplaren werden besteld voor de Bundeswehr. Deze werden tussen 1965 tot 1967 door beide bedrijven geproduceerd: 385 door Rheinstahl-Hanomag en 358 door Henschel dat in 1964 ook was overgenomen door het Rheinstahl-concern en vanaf 1965 Rheinstahl-Henschel heette.
Begin 1975 werden er nog eens 80 gebouwd voor de Belgische krijgsmacht.

## Constructie
De Kanonenjagdpanzer is een rupsvoertuig met een kazematconstructie, voorzien van een kanon in een zogenoemde boldoorvoering aan de voorzijde.
Romp
De romp van de Kanonenjagdpanzer is — uitgezonderd het gegoten kanonschild — gemaakt van gelaste schuin geplaatste gewalste platen van pantserstaal. De „overgebouwde” romp heeft een „getrapte” vorm, wat betekent dat het motordek aan de achterzijde van het voertuig lager is dan het bemanningscompartiment aan de voorzijde.
De KanJPz was voorzien van NBC-beschermingsinstallatie (overdruk).
De chauffeur bevond zich linksvoor in het voertuig, de schutter rechts voorin. De voertuigcommandant zat achter de schutter, en de lader achter de chauffeur en de kulas
In het dak waren drie luiken aangebracht bij de posities van de commandant, de chauffeur en de lader. Bij de commandant en lader was een ring om het luik geplaatst waar de dakmitrailleur op geplaatst kon worden. In de bodem van het bemanningscompartiment was een rond noodluik aangebracht.
De lader beschikte over een 360° draaibare periscoop.
De chauffeur had drie zichtblokken, een rond stuurwiel, en voor noodgevallen tevens twee stuurhendels die ook dienden als handrem. Boven zijn zitplaats zit een vlak eendelig toegangsluik dat naar links opent. De schutter beschikte over een 360° draaibare periscoop en een richtkijker die vastbevestigd was  rechts naast het kanon. Boven zijn zitplaats zit een vlak eendelig toegangsluik dat naar rechts opent. De commandant beschikte over acht zichtblokken, en over een x6/x20 richtkijker waarmee ook de richting en afstand tot het doel bepaald kunnen worden.
Rechtsachter op het voertuig bevond zich een rond luikje waarachter een infanterietelefoon (Außenbordsprechstelle) geplaatst was die was aangesloten op het intercomsysteem van het voertuig, zodat iemand van buiten het voertuig met de bemanning in het voertuig kon praten. Veel gevechtstanks, onder andere de Centurion, Leopard 1, Leopard 2, M1 Abrams en daarvan afgeleide voertuigen, hebben ook een infanterietelefoon achter op de romp.
Bewapening
Het Rheinmetall 90 mm L/40,4  kanon waarmee (in theorie) alle 90 mm NAVO-munitietypen kunnen worden afgevuurd. Het kanon was voorzien van een mondingsrem en een rookafzuiger. Het iets rechts van het midden in een boldoorvoering geplaatste kanon kon 15° naar links en rechts draaien, 15° naar boven eleveren en 8° naar beneden declineren. Het kanonschild werd afgedekt met een stofhoes.
De KanJPz was voorzien van nachtzichtapparatuur (de Duitse versie beschikte over een groot infrarood (IR) zoeklicht dat boven op de schietbuis geplaatst kon worden met IR kijkers, de Belgische versie had twee Lyran flare launchers midden achter op het dak.
Links naast het kanon was een coaxiaal machinegeweer MG 1A1, later MG 3A1 geplaatst. Als dakmitrailleur een MG 1, later MG 3. De Belgische voertuigen hadden als coax een MAG 60.40 en als dakmitrailleur een MAG 60.20.
Op het achterdek was een elektrisch bediende rookbuslanceerinrichting met acht bussen van 76 mm geplaatst.
Munitie
Zowel het Duitse als het Belgische leger had een grote voorraad 90mm-granaten van hun M47 Patton-tanks. De belangrijkste soorten munitie die de KanJPz gebruikte waren HEAT antitankgranaten en HESH en HE brisantgranaten, Er waren ook Rookgranaten  en later lichtgranaten beschikbaar. De granaten wogen ongeveer 19,02 kg, waarbij het projectiel tussen de HEAT: 5,74 kg (HEAT) en 7,45 kg (HESH) woog. De mondingssnelheid lag tussen de en 795 m/s (HESH) en 1145 m/s (HEAT)
De KanJPz voerde 51 granaten mee voor het 90mm-kanon, en 4000 patronen voor de twee 7,62mm-mitrailleurs.
Motor en transmissie
De 29,9 liter Daimler-Benz MB 837 Aa-500 vloeistofgekoelde multifuel V8 dieselmotor van 500 pk (368 kW) met Renk transmissie waren achter in het voertuig geplaatst. De acht cilinders waren per vier in een hoek van 90° ten opzichte van elkaar geplaatst.
De Renk HSWL 123 halfautomatische handgeschakelde transmissie met drie versnellingen vooruit en drie achteruit bestond uit een versnellingsbak met drie versnellingen en een tussenbak die in „vooruit”, „achteruit” of „neutraal” gezet kon worden.
Om bij de motor te komen kon het achterdek hydraulisch geopend worden.
Loopwerk
Het loopwerk is een verbeterd Christie loopwerk, met aan beide kanten vijf dubbele loopwielen, een aandrijfwiel aan de achterzijde van het voertuig, een spanwiel vooraan en drie geleiderollen (ook wel toprollen genoemd). De loopwielen waren voorzien van torsiestaafvering met een bufferveer-aanslagstop. Behalve het middelste hebben alle loopwielen een hydraulische schokdemper.
De rupsband is een 450 mm brede Diehl 828G metalen dual-pin rupsband met open middengeleiders, eindconnectors aan beide zijden en met verwisselbare rubberblokken (trackpads). De rupsband heeft 86 schakels per zijde De rubberen trackpads konden vervangen worden door gietijzeren X-vormige ‘stijgijzers’ (du: Schneegreifer; en: snow grousers) om op sneeuw en ijs te rijden of om de grip te vergroten. Die sneeuwgrijpers werden in de zomertijd in houders aan de zijkant van de romp meegevoerd.
Het voertuig kon 360° wenden in circa 10 seconden.

## Inzet
Het voertuig was bedoeld om ingezet te worden vanuit voorbereide posities. Tot 1800 m konden gepantserde doelen bestreden worden met HEAT antitankgranaten projectielen en tot 2000 m lichte en ongepantserde doelen met HESH brisantgranaten.

## Duitsland

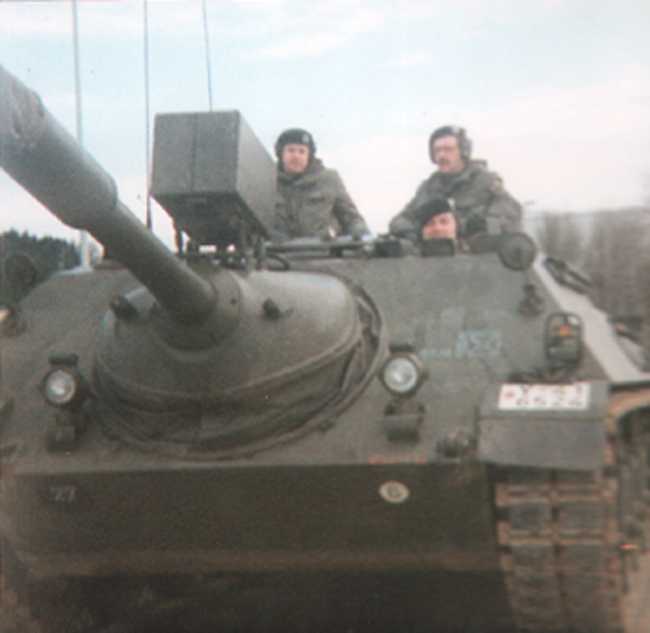
KanJPz met geplaatst IR zoeklicht in transportstand

De voertuigen bevonden zich in het leger in de Panzerjägerkompanien van de Panzergrenadierbrigades, in den schweren Kompanien der Panzergrenadier-, Jäger- und Gebirgsjägerbataillone, maar ook later gebruikt in de Panzerjägerbataillonen der Jäger- und Gebirgsjägerbrigades
Bij ingebruikname was hij in staat T-55's en T-62's uit te schakelen die de hoofdmoot vormden van de tankeenheden van het Warschau Pact. Door de introductie van zwaardere tanks zoals de T-64 en T-72 halverwege de jaren '70 raakte de KanJPz verouderd.
Rheinstahl-Sonderanfertigung uit Kassel ontwikkelde daarom een plan voor een modificatie/gevechtswaardeverbetering door het inbouwen van een Royal Ordnance L7 105 mm kanon. Omdat echter op dat moment de Raketenjagdpanzer 3 ‘Jaguar 1’ met het wapensysteem HOT instroomde die doelen over een grotere gevechtsafstand (4000 m) frontaal kon bestrijden werd het plan niet uitgevoerd.
Vanaf 1983 werden alle Kanonenjagdpanzer bij de parate eenheden buiten gebruik gesteld en overgedragen aan de grotendeels mobilisabele territoriale troepen (Territorialheer).
Kleur
Oorspronkelijk waren de Duitse KanJPz gespoten in effen legergroen. Vanaf 1984 stapte de Bundeswehr voor haar voertuigen over op het driekleurenvlekkenpatroon (Dreifarb-Tarnanstrich, in de standaard-NAVO-camouflagekleuren teerzwart, mosgroen, bronsbruin), en werden alle voertuigen overgespoten.
Uitrusting
De voertuigen zijn voorzien van normale rijverlichting incl. richtingaanwijzers voor gebruik op de openbare weg onder vredesomstandigheden, en beschikken daarnaast over oorlogs- of verduisteringsverlichting en een afzonderlijk te bedienen kruislicht. Daarnaast zitten er aan voor- en achterzijde twee bevestigingsbeugels voor hijsogen of bolderhaken, en achteraan het voertuig een trekhaak (type rangeerkoppeling).

### Ombouw en uitfasering
162 Kanonenjagdpanzer werden vanaf 1983 omgebouwd tot Raketenjagdpanzer 4 ‘Jaguar 2’ met het wapensysteem TOW en ingedeeld bij Panzerjäger compagnies van de Panzergrenadierbrigades. Nog eens 486 voertuigen werden omgebouwd tot observatietanks (Beobachtungspanzern) of observatie- en commandotanks (Beobachtungs- und Befehlspanzern). 
De Kanonenjagdpanzer bleef tot 1991 ingedeeld bij de mobilisabele de Panzerjäger compagnies en bij de Panzerjäger pelotons van de grotendeels mobilisabele territoriale troepen (Territorialheer). De Raketenjagdpanzer 4 ‘Jaguar 2’ bleef in dienst tot 1996 en de Beobachtungs- und Befehlspanzer tot 2003.

#### Beobachtungspanzer 4-5

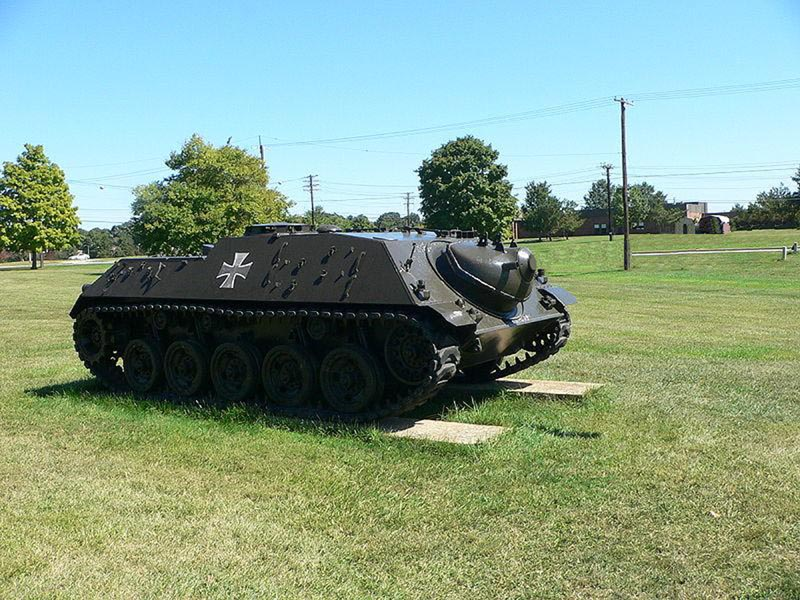
Beobachtungspanzer 4-5

486 Kanonenjagdpanzer werden vanaf 1983 omgebouwd tot observatietanks (Beobachtungspanzern (BeoPz) ) of observatie- en commandotanks (Beobachtungs- und Befehlspanzern (BeobPz) ). Daartoe werden het kanon en de munitierekken verwijderd, en in plaats daarvan werd er extra verbindings- en doelopsporings- en -aanwijsapparatuur meegevoerd. Het kanonschild bleef i.v.m. gewichtsverdeling op het voertuig zitten. De opening waar het kanon had gezeten werd afgesloten. De voertuigen werden ingedeeld bij de VB-Trupp van artillerieafdelingen en bij mortiercompagnies van Panzergrenadierbataillone.
De Beobachtungspanzer 4-5 woog ca. 25 ton, en was ±6,30 m lang.
De Beobachtungspanzer kreeg een draaibare optische installatie voor het luik van de commandant en een extra radiosysteem. Tit de uitrusting behoorde ook het doelbepalingssysteem ‘Zielortungsgerät TZG 90’ (‘Target Acquisition System TAS 10’). Aangezien dit een draagbaar toestel is werd er geen opbouwvoorziening in het voertuig aangebracht. Tot 2003 werd hij gebruikt als artillerie-waarnemer in artillerie- en mortiereenheden, maar werd daarna vervangen door de Marder 1A3 VB-Trupp

#### Fahrschulpanzer
Chauffeurs kregen hun rijopleiding op lesvoertuigen (Fahrschulpanzer) op het chassis van de lichte-pantserrupsvoertuig-familie (leichten Panzerfamilie).

## België

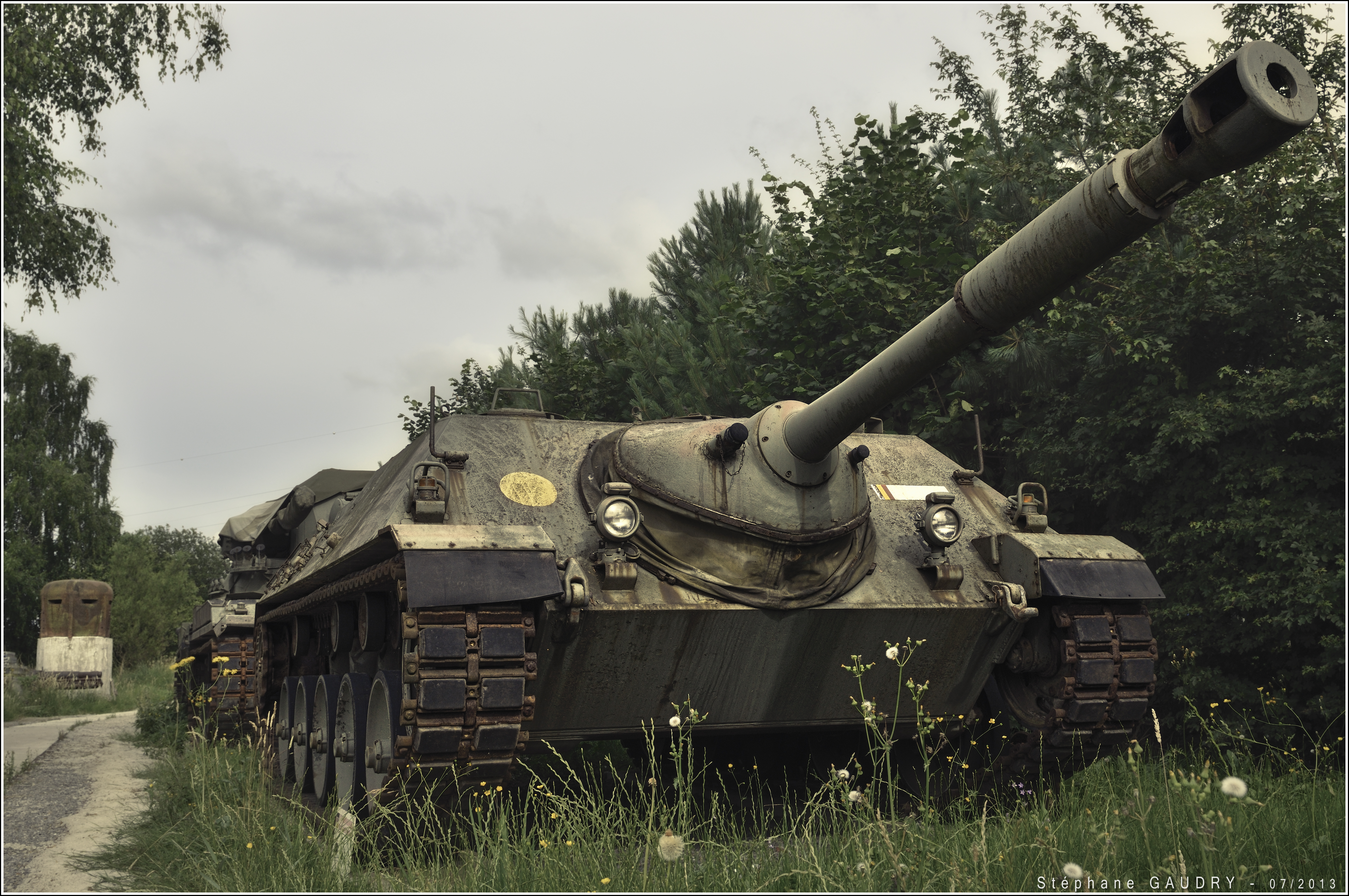
Belgische JPK 90

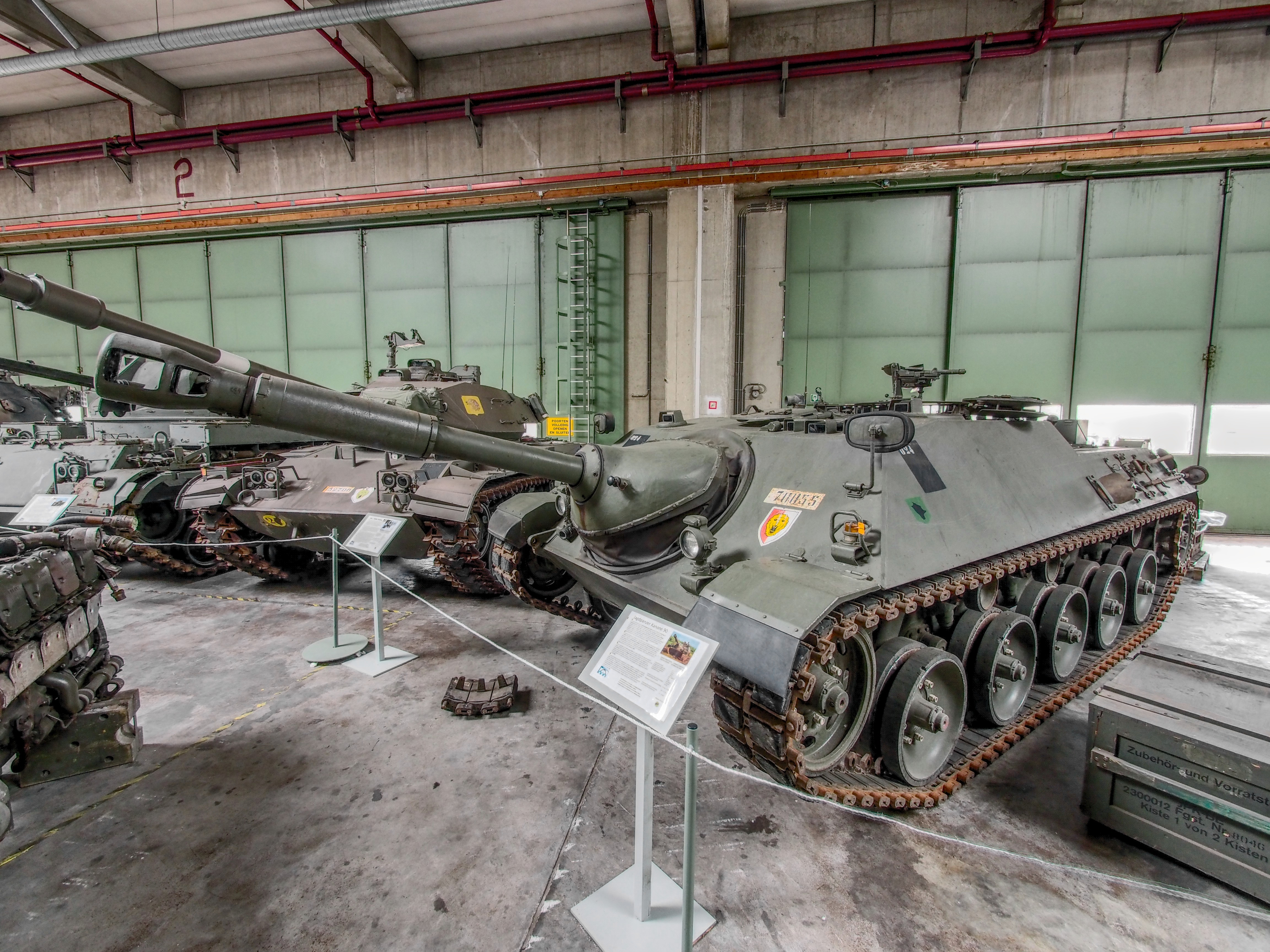
Belgische JPK 90 in het Artilleriemuseum Brasschaat

In 1973 schafte de Belgische krijgsmacht 80 Kanonenjagdpanzers aan, die in België JPK 90 genoemd werden.
De Belgische voertuigen verschilden op enkele punten van de Duitse. Ze hadden niet alleen het transmissiesysteem van Renk, maar ook de eindaandrijving. Verder hadden ze de ophanging en rupsbanden die de SPz Marder ook had, met twee 2 hydraulische koppelingen om bij hoge snelheid snel te kunnen wenden. Ze hadden een SABCA vuurcontrolesysteem vergelijkbaar met dat in de Leopard 1. met een analoge computer en laserafstandmeter. De Belgische voertuigen hadden in plaats van het IR zoeklicht dat de Duitsers hadden ook een verbeterd vuurleidingssysteem voor nachtvuren; een beeldversterker die gebruikt werd in combinatie met de Lyran-flare-lanceerders die midden achter op het dak, naast het luik van de commandant gemonteerd waren. De Belgische voertuigen waren voorzien van langwerpige achteruitkijkspiegels, terwijl die van de Duitse rond waren. Ook weken de rekken achter op de Belgische voertuigen af van de rekken op de Duitse. De Belgische JPK 90’s waren gespoten in effen legergroen.
In 1973 wordt er in elke brigade een bataljon antitank opgericht en komt de JPK 90 mm (Jagdpantzerkanone zonder toren) in dienst; gebouwd door Henschel en Hanomag.
De bataljons ontvingen voldoende voertuigen om bij elk infanteriebataljon twee pelotons van vier JPK 90's in te delen. De bataljons antitank werden bovendien uitgerust met ENTAC die kort daarop vervangen wordt door MILAN (Missile d’Infanterie Léger ANtichar) die In 1972 op de markt was gekomen.
De JPK zouden de infanterie bijstaan bij het afweren van vijandelijke tanks.
Er werden er 80 over 8 infanteriebataljons verdeeld; in de 4e Ps Inf Bde (Pantserinfanterie Brigade) in Soest (BRD) bijvoorbeeld aan het 5 Linie, maar ook aan het 9 Linie dat in 1986 een ATK Bn werd.
Toen de Sovjets hun gevechtstanks T-64 en T-72 ontplooiden bleek het 90mm-kanon niet in staat ze op lange afstand (1800 m) te bekampen en zou de JPK in 1989 uitgerangeerd worden

## Gebruikers
- GER - 770 voertuigen (1967-1991)
- BEL - 80 voertuigen als JPK 90 (1973-1989)